# Gabriel Peñalba
Gabriel Martín Peñalba (Quilmes, 23 settembre 1984) è un ex calciatore argentino, di ruolo centrocampista.

## Carriera
Esordisce nella Primera División argentina nel 2005, con la maglia del Quilmes. 
Nel luglio 2006 si trasferisce al Cagliari militante in Serie A, dove colleziona appena 3 presenze durante la stagione 2006-2007. 
Nell'estate del 2007 passa all'Argentinos Juniors con cui rimane fino al 2009.
Nell'estate del 2009 viene acquistato dal Lorient, militante nella Ligue 1 francese.
Nell'estate del 2010 viene ceduto in prestito all'Estudiantes, con cui vince il torneo di Apertura 2010. Nell'estate 2011 torna al Lorient e nel gennaio 2012 dopo aver rescisso il contratto con il club francese ritorna all'Argentinos Juniors.
 
Nel gennaio 2013 si trasferisce al Tigre.

## Palmarès

### Club

#### Competizioni nazionali
- Campionato argentino: 1

Estudiantes: Apertura 2010